# Zanoni Demettino Castro
Zanoni Demettino Castro (Vitória da Conquista, 23 gennaio 1962) è un arcivescovo cattolico brasiliano, dal 18 novembre 2015 arcivescovo metropolita di Feira de Santana.

## Biografia

### Formazione e ministero sacerdotale
Ha studiato filosofia nel seminario maggiore arcidiocesano di Brasília e teologia presso l'istituto teologico di Ilhéus. 
Dopo essere stato ordinato sacerdote il 28 dicembre 1986, ha ottenuto la licenza in teologia dogmatica presso la Pontificia Università Cattolica di Rio de Janeiro.
Nel 2007 è stato amministratore diocesano di Vitória da Conquista.
È stato inoltre professore di teologia dogmatica presso l'istituto teologico di Ilhéus e professore di dottrina sociale della chiesa presso l'istituto filosofico di Vitória da Conquista. 

### Ministero episcopale
Il 3 ottobre 2007 papa Benedetto XVI lo ha nominato vescovo di São Mateus. 
Il 24 novembre 2007 ha ricevuto la consacrazione episcopale dalle mani dall'arcivescovo Geraldo Lyrio Rocha, co-consacranti l'arcivescovo di Teresina Celso José Pinto da Silva e il vescovo emerito di São Mateus Aldo Gerna. 
Ha preso possesso della diocesi il 15 dicembre successivo. 
All'interno della Conferenza episcopale brasiliana ha ricoperto il ruolo di presidente della commissione dei presbiteri della Regione nord-est 3.
Il 3 dicembre 2014 papa Francesco lo ha nominato arcivescovo coadiutore di Feira de Santana; è succeduto alla medesima sede, come arcivescovo metropolita, il 18 novembre 2015.

## Genealogia episcopale  e successione apostolica
La genealogia episcopale è:
- Cardinale Scipione Rebiba
- Cardinale Giulio Antonio Santori
- Cardinale Girolamo Bernerio, O.P.
- Arcivescovo Galeazzo Sanvitale
- Cardinale Ludovico Ludovisi
- Cardinale Luigi Caetani
- Cardinale Ulderico Carpegna
- Cardinale Paluzzo Paluzzi Altieri degli Albertoni
- Papa Benedetto XIII
- Papa Benedetto XIV
- Papa Clemente XIII
- Cardinale Marcantonio Colonna
- Cardinale Giacinto Sigismondo Gerdil, B.
- Cardinale Giulio Maria della Somaglia
- Cardinale Carlo Odescalchi, S.I.
- Cardinale Costantino Patrizi Naro
- Cardinale Lucido Maria Parocchi
- Papa Pio X
- Cardinale Gaetano De Lai
- Cardinale Raffaele Carlo Rossi, O.C.D.
- Cardinale Amleto Giovanni Cicognani
- Arcivescovo Carmine Rocco
- Arcivescovo Silvestre Luís Scandián, S.V.D.
- Arcivescovo Geraldo Lyrio Rocha
- Arcivescovo Zanoni Demettino Castro

La successione apostolica è:
- Vescovo Ailton Menegussi (2013)